# Tema de Sirmio
El tema de Sirmio (en griego: θέμα Σιρμίου) fue una unidad administrativa bizantina (tema) en el territorio de las actuales Serbia, Croacia y Bosnia y Herzegovina en el siglo XI. Su capital era Sirmio (hoy en día Sremska Mitrovica).

## Contexto
El tema se organizó sobre el territorio de Pannonia, una provincia bizantina del siglo VI con capital también en Sirmium pero extensión mucho menor.
A principios del siglo XI, el área había pasado al Primer Imperio búlgaro del zar Samuel. El duque local (voivoda) era llamado Sermón y gobernaba sobre Sirmio y el área circundante. Tras una cruenta guerra el emperador bizantino Basilio II reconquistó Bulgaria y estableció temas bizantinos en el territorio bajo la autoridad de generales (strategoi). La parte central del reino de Samuel se convirtió en tema de Bulgaria, la parte nororiental en el tema de Paristrion y la noroccidental en el tema de Sirmio.
En 1019–20, los obispados de Sirmio, Ras y Prizren (aproximadamente el territorio de la actual Serbia) aparecen mencionados como el eparquías occidentales del Arzobispado de Ohrid. Al del oeste de estas eparquías se encontraba la frontera con las provincias eclesiásticas del Metropolitanato de Dyrrhachium y los obispados católicos de las ciudades marítimas.

## Geografía

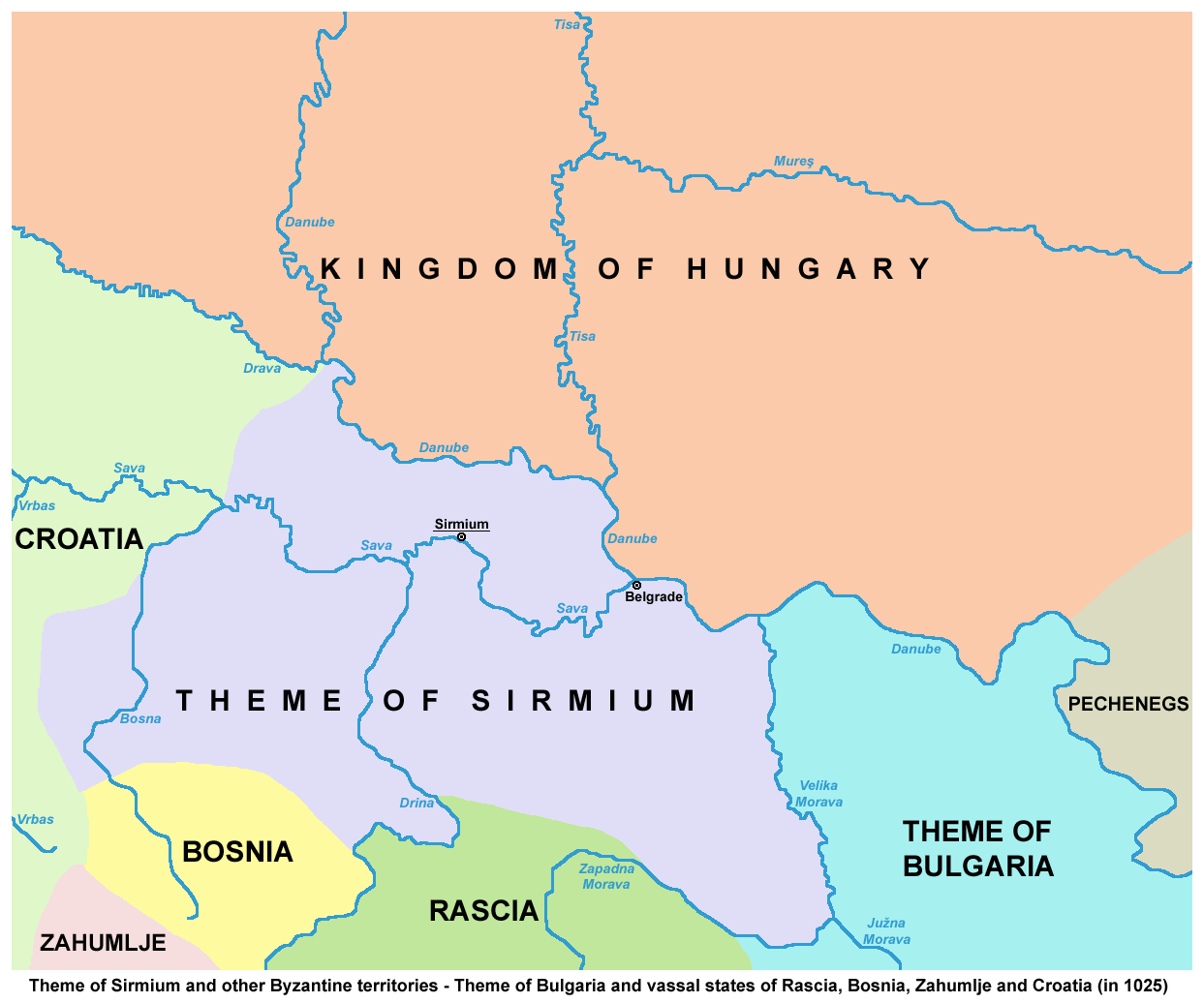
Mapa del tema en 1025, basado en el trabajo de D. Brujić (2004)

Las fronteras exactas del tema de Sirmio son inciertas: según algunas fuentes, el tema incluía Sirmia (en la orilla norte del río Sava) así como partes de las actuales Bosnia, Serbia y Herzegovina en la orilla sur del río Sava, mientras, según otras fuentes, se extendía a lo largo de la orilla sur del Danubio y a lo largo del río Sava. 
El nombre "Sirmia" se usaba para territorios en ambas orillas del río Sava, mientras que más tarde, se usó "Sirmia en este lado" (norte del río Sava) y "Sirmia en el otro lado" (en el del sur del río) hasta que, finalmente, el territorio en el sur del Sava fue renombrado "Mačva".

## Historia
Después de la batalla de Manzikert en 1071 y la confusión resultante en el Imperio bizantino, el reino de Hungría conquistó Syrmia. El control bizantino sobre el área fue posteriormente restaurado bajo los emperadores Comnenos. En los últimos años del siglo XII, el poder bizantino decayó, y la aparición del Segundo Imperio búlgaro creó un nuevo contendiente. Finalmente, durante los siglo XIII-XIV, los diversos estados serbios lograrían el control de la región. Uno de estos estados, el reino de Syrmia, se ubicaba en el área del antiguo tema bizantino de Sirmio.

## Gobernadores
Constan tres estrategos del tema:
- Constantino Diógenes, 1018-29
- Teófilo Erótico, 1040
- Ljutovido, fl. 1039-42